# ایگناتسیو لوپی
ایگناتسیو لوپی (ایتالیایی: Ignazio Lupi؛ ‏ ۱۱ دسامبر ۱۸۶۷ – ۱۴ دسامبر ۱۹۴۲) هنرپیشه اهل پادشاهی ایتالیا بود.
از فیلم‌هایی که وی در آن نقش داشته‌است، می‌توان به هوس‌های امپراتور، گل سرخ گرانادا، کابیریا، کاروان اسب‌سواران آتشین و آنتونیوس و کلئوپاترا اشاره کرد.